# Anisodes rufiplaga
Anisodes rufiplaga là một loài bướm đêm trong họ Geometridae.